# Павленкове (Старобільський район)
Павле́нкове — село в Україні, у Білолуцькій селищній громаді Старобільського району Луганської області. Населення становить 727 осіб.

## Географія
На східній околиці села Балка Худовина та Балка Якушева впадають у річку Білу.

## Історія
Село постраждало внаслідок геноциду українського народу, вчиненого урядом СРСР у 1932—1933 роках, кількість встановлених жертв — 182 людей.
В селі народилися українська радянська діячка Бондарєва Домна Василівна і український радянський військовик Бугайов Степан Сергійович.

## Також
- Перелік населених пунктів, що постраждали від Голодомору 1932-1933, Луганська область